# Pseudomyrmex cubaensis
Pseudomyrmex cubaensis é uma espécie de formiga do género Pseudomyrmex, subfamilia Pseudomyrmecinae. Foi descrita por Forel em 1901.
Formam colónias nos tallos de plantas arbóreas e herbáceas. Usam uma variedade de habitats.
Encontra-se desde o sudeste dos Estados Unidos até Argentina.